# 溫暖人間
《溫暖人間》是香港第一本佛教雙周刊，在香港編輯發行，創刊於1999年9月1日。
《溫暖人間》以淨化人心、祥和社會為宗旨。

## 歷史
《溫暖人間》起源於1996年3月31日隨《星島晚報》所附送的周刊《溫暖人間》，當時共有三個宗教，包括基督教、天主教及佛教，一同供稿，以淨化人心，為讀者帶來身心喜悅為目標。其後，回教、道教及伊斯蘭教加入，形成六宗教共同的刊物。